# Millesimo

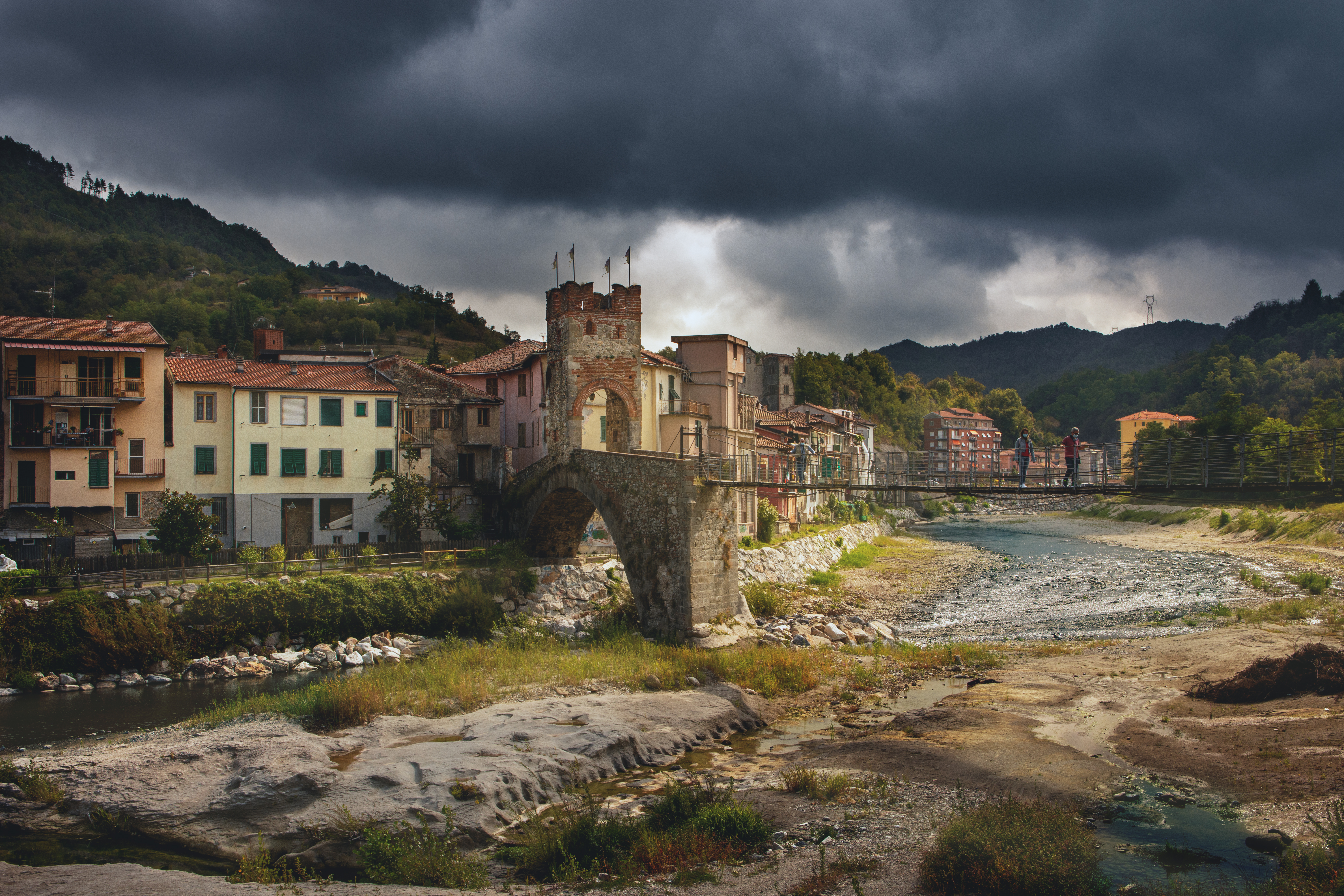
Panorama Millesimo i rzeki o tej samej nazwie.

Millesimo – miejscowość i gmina we Włoszech, w regionie Liguria, w prowincji Savona.
Według danych na rok 2004 gminę zamieszkuje 3249 osób, 216,6 os./km².